# سیارک ۱۴۴۳۳۳
سیارک ۱۴۴۳۳۳ (به انگلیسی: 144333 Marcinkiewicz، نامگذاری:2004DT25) صد و چهل و چهار هزار و سیصد و سی و سومین سیارک کشف شده‌است که در ۲۰ فوریه ۲۰۰۴ کشف شد.